# Rubus scaber
Rubus scaber — вид квіткових рослин з родини трояндових (Rosaceae). Ареал: Велика Британія (Англія, Уельс, Північна Ірландія), Ірландія, Німеччина (Північна Рейн-Вестфалія, Саксонія, Тюрингія), південно-західна Польща, північна Чехія, північна й центральна Франція.

## Середовище
Росте на узліссях, галявинах, зазвичай на багатих ґрунтах.

## Опис
Стебла лежачі або низько вигнуті, фіолетово-червоні, ледь кутасті або майже кулясті, рідко запушені. Колючки прямі або злегка зігнуті, 2.5–3(4) мм завдовжки, до 12 на 5 см. Листки 3(4)-листочкові, зверху досить сильно, а знизу слабо запушені, без зірчастих волосків. Прилистки ниткоподібні або лінійні. Суцвіття конічне, зверху зрізане, загалом коротке. Вісь суцвіття досить густо запушена. Чашолистки сіро-зелені повстяні, залозисті, розпушені після цвітіння. Пелюстки білі, еліптичні, 11–13 мм завдовжки. Плодолистики на верхівці волосисті. 2n = 28.